# John Dinges
John Dinges, periodista estadounidense corresponsal especial en América Latina durante el periodo de las dictaduras militares, escribiendo para revista Time, periódico Washington Post, Global Post y Miami Herald, ABC Radio y otros medios de comunicación
. Es considerado un gran conocedor de la situación política, casos de violaciones a los derechos humanos y organismos represivos en Chile, Argentina, Panamá, Brasil, entre otros, muchas veces en vinculación con Estados Unidos, siendo referente en el estudio del periodismo de investigación.
Posee una vasta trayectoria periodística en Chile, donde cofundó la revista de oposición APSI, el Centro de Investigación Periodística Ciper y a organización ArchivosChile.

## Biografía
John Dinges llegó a Chile en 1972, a realizar reportajes sobre el gobierno de Salvador Allende para diversos medios de comunicación. Luego del Golpe de Estado, se transformó en uno de los pocos periodistas estadounidenses en Chile, durante el periodo más violento de la dictadura militar. Durante muchos años escribió el seudónimo Ramón Marsano y estuvo cuatro veces detenido por organismos represores.
Con un grupo de periodistas chilenos, cofundó en 1976 la revista chilena APSI.
En 1978, vuelve voluntariamente a Washington D. C., donde trabajó en la mesa internacional del The Washington Post. Viajó cubriendo la guerra civil de El Salvador, Guatemala y Nicaragua. Desde 1985 a 1996, trabajó en la National Public Radio como editor extranjero y director editorial. Desde 1996 realiza cátedra en la Escuela de Periodismo de la Universidad de Columbia, donde también fue director de la radio.
En el año 2006, durante su estadía en Chile como profesor del programa Fullbright, desarrolla la idea de un centro de periodismo de investigación independiente que contara con financiación de privados, universidades y fundaciones. En 2007, junto a la periodista chilena Mónica González, funda entonces el Centro de Investigación Periodística CIPER con aportes de la Open Society Institute logrados a través de CIINFO, organización no gubernamental dedicada a la promoción del periodismo, de la cual él es director. Figuró como cofundador y codirector de CIPER hasta diciembre de 2008, cuando renunció debido a las diferencias relativas a propiedad y dirección del proyecto.
Luego de desvincularse de CIPER, funda ArchivosChile, organización de periodismo de investigación del Centro de Investigación e Información (CIINFO) y el Instituto de la Comunicación e Imagen de la Universidad de Chile, que se basa en la búsqueda sistemática de información pública utilizando la Ley de Transparencia y Acceso a la Información. Algunas de las investigaciones de ArchivosChile fueron la publicación digital de 150 leyes secretas dictadas durante la dictadura cívico-militar de Augusto Pinochet -en temas como el Comité de Asuntos Espaciales y Centro de Estudios Nucleares, la modificación de estatutos y ascensos de funcionarios de las Fuerzas Armadas, la creación de los organismos represivos de la dictadura militar; la Dirección Nacional de Inteligencia (DINA) y Central Nacional de Informaciones (CNI), la Ley del Cobre, autorización de endeudamiento a Pinochet, entre otros y la investigación "Ejecuciones en Chile, Septiembre-Diciembre 1973: El circuito burocrático de la muerte", que documenta los tres primeros meses del Servicio Médico Legal en dictadura y los potenciales 150 nuevos detenidos desaparecidos.

## Libros
El más reciente libro de John Dinges es Chile en el Corazón: El Enigma de Dos Norteamericanos Asesinados por la Dictadura: La Historia Jamás Contada , Debate 2023. En 2021 publicó, en una edición ampliada, Los Años del Cóndor: Operaciones Internacionales de Asesinato en el Cono Sur (Debate 2021). Se basa en la versión en inglés, The Condor Years: How Pinochet and His Allies Brought Terrorism to Three Continents, publicado en 2004 por The New Press, sobre la Operación Cóndor. 
Sus otros libros son: 
- Assassination on Embassy Row (Pantheon 1980), con Saul Landau , acerca de asesinato de Orlando Letelier
- Our Man in Panama (Random House 1990)
- Sound Reporting: The NPR Guide to Radio Reporting and Production (editor),
- Independence and Integrity (editor).

## Premios
En 1992, John Dinges fue distinguido con el Premio Maria Moors Cabot, el más antiguo reconocimiento internacional en el campo del periodismo. Este premio fue fundado en 1938 por Godfrey Lowell Cabot, como un homenaje a su esposa. Los premios son administrados por la Escuela de Periodismo de la Universidad de Columbia.
En 1993 fue distinguido con el premio DuPont Columbia para cobertura de la Guerra del Golfo, y en 1995, con el premio Excelencia en Periodismo Radial (como editor dirigente de National Public Radio).